# (466431) 2013 TS47
(466431) 2013 TS47 es un asteroide perteneciente al cinturón de asteroides, descubierto el 5 de octubre de 2004 por el equipo Spacewatch desde el Observatorio Nacional de Kitt Peak (Arizona, Estados Unidos).